# Koh-Lanta : La Revanche des héros
Vous pouvez aider à l'améliorer ou bien discuter des problèmes sur sa page de discussion.
- Il n'est pas vérifiable et peut contenir des informations totalement erronées. Il est fortement conseillé aux contributeurs d'étayer son contenu par des sources fiables. Sans cela, sa suppression pourrait être envisagée. (si vous venez d'apposer le bandeau, veuillez cliquer sur ce lien pour créer la discussion et en afficher les indications). (Marqué depuis juin 2024)
- Il peut contenir un travail inédit ou des déclarations non vérifiées. Vous pouvez l’améliorer en ajoutant des références. (Marqué depuis juin 2024)

- Archive Wikiwix
- Bing
- Cairn
- DuckDuckGo
- E. Universalis
- Gallica
- Google
- G. Books
- G. News
- G. Scholar
- Persée
- Qwant
- (zh) Baidu
- (ru) Yandex
- (wd) trouver des œuvres sur Wikidata

Vous pouvez aider à l'améliorer ou bien discuter des problèmes sur sa page de discussion.
- Il ne cite pas suffisamment ses sources. Vous pouvez indiquer les passages à sourcer avec {{référence nécessaire}} ou {{Référence souhaitée}}, et inclure les références utiles en les liant aux notes de bas de page. (Marqué depuis avril 2018)
- Certaines de ses couleurs nuisent à son accessibilité et ne respectent pas la charte graphique. Les couleurs ne sont pas interdites, mais il est conseillé d'en faire un usage modéré qui respecte les normes d'accessibilité. (Marqué depuis juin 2024)
- Son texte doit être wikifié : il ne correspond pas à la mise en forme Wikipédia (style, typographie, liens internes, liens entre les wikis, etc.). (Marqué depuis juin 2024)

- Archive Wikiwix
- Bing
- Cairn
- DuckDuckGo
- E. Universalis
- Gallica
- Google
- G. Books
- G. News
- G. Scholar
- Persée
- Qwant
- (zh) Baidu
- (ru) Yandex
- (wd) trouver des œuvres sur Wikidata

Koh-Lanta : La Revanche des héros est la troisième édition spéciale de l'émission de téléréalité Koh-Lanta, qui s'est déroulée au Cambodge. Le tournage s'est effectué début 2012. Présentée par Denis Brogniart, l'émission a été diffusée sur TF1 du 6 avril 2012 au 1er juin 2012. Cette édition a rassemblé 16 anciens candidats. Tous avaient déjà perdu, et voulaient prendre leur revanche. Aucun ancien gagnant n’a intégré le casting. Les deux tribus initiales étaient Nekmao et Klahan. C'est Bertrand, ancien candidat de la saison 8, qui a remporté cette édition spéciale face à Claude, ancien candidat de la saison 10, et ainsi remporté 100 000 €.

## Nouveautés
- Si vous ne connaissez pas le sujet, laissez ce bandeau (vous pouvez alors contacter les auteurs).
- Si vous supprimez le contenu mis en cause (vous pouvez préalablement contacter les auteurs),

argumentez précisément cette suppression dans la page de discussion
(un manque de référence n'est pas un argument ; une recherche réelle de référence doit avoir été effectuée, être formellement documentée).
Lors de cette édition spéciale, les conditions de survie sont encore plus difficiles que d'habitude :
- Les candidats sont privés de la ration de riz.
- Ils sont dans l'impossibilité de gagner le feu.
- En plus des habituelles éliminations pour les candidats qui échouent à l'orientation et sur les poteaux, deux épreuves individuelles, l'une placée au début de l'aventure et l'autre juste avant la finale, éliminent directement l'aventurier arrivé dernier.

Les principales nouveautés de la saison 11 (le collier d'immunité et le vote noir) sont reconduites.

## Candidats
- Si vous ne connaissez pas le sujet, laissez ce bandeau (vous pouvez alors contacter les auteurs).
- Si vous supprimez le contenu mis en cause (vous pouvez préalablement contacter les auteurs),

argumentez précisément cette suppression dans la page de discussion
(un manque de référence n'est pas un argument ; une recherche réelle de référence doit avoir été effectuée, être formellement documentée).
 (février 2025).
| Candidat | Candidat  | Profession                    | Âge    | Localisation    | Saison(s) précédente(s)                                                        | Tribu                                                   | Jury final | Départ    |
| -------- | --------- | ----------------------------- | ------ | --------------- | ------------------------------------------------------------------------------ | ------------------------------------------------------- | ---------- | --------- |
| ♀        | Fabienne  | Assistante maternelle         | 47 ans | Alpes-Maritimes | Éliminée à l'orientation de la saison 9                                        | - Nekmao (jour 1 – 2)                                   |            | Éliminée  |
| ♀        | Marine    | Hôtesse de l'air              | 37 ans | Val-de-Marne    | Éliminée le 29e jour de la saison 10                                           | - Nekmao (jour 1 – 3)                                   | Éliminée   |           |
| ♂        | Nicolas   | Responsable du service client | 40 ans | Deux-Sèvres     | Finaliste de la saison 2                                                       | - Nekmao (jour 1 – 6)                                   | Éliminé    |           |
| ♀        | Isabelle  | Commerçante                   | 38 ans | Yvelines        | Éliminée aux poteaux de la saison 9                                            | - Klahan (jour 1 – 8)                                   | Éliminée   |           |
| ♀        | Patricia  | Chauffeure-routière           | 37 ans | Lot             | Éliminée le 33e jour de la saison 11                                           | - Klahan (jour 1 – 10)                                  | 1re membre | Éliminée  |
| ♂        | Francis   | Retraité                      | 66 ans | Dordogne        | Finaliste de la saison 5                                                       | - Klahan (jour 1 – 10) - Tribu réunifiée (jour 10 – 11) | 2e membre  | Éliminé   |
| ♂        | Freddy    | Ingénieur                     | 27 ans | Nord            | Éliminé le 21e jour de la saison 9 Finaliste du Choc des héros                 | - Klahan (jour 1 – 10) - Tribu réunifiée (jour 10 – 14) | 3e membre  | Éliminé   |
| ♀        | Wafa      | Professeure de lutte          | 28 ans | Haute-Garonne   | Éliminée aux poteaux de la saison 10                                           | - Klahan (jour 1 – 10) - Tribu réunifiée (jour 10 – 16) | 4e membre  | Éliminée  |
| ♂        | Teheiura  | Cuisinier                     | 33 ans | Hérault         | Finaliste de la saison 11                                                      | - Nekmao (jour 1 – 10) - Tribu réunifiée (jour 10 – 19) | 5e membre  | Éliminé   |
| ♂        | Moussa    | Chef d'entreprise             | 30 ans | Hauts-de-Seine  | Éliminé aux poteaux de la saison 3                                             | - Klahan (jour 1 – 10) - Tribu réunifiée (jour 10 – 21) | 6e membre  | Éliminé   |
| ♀        | Guénaëlle | Directrice artistique         | 36 ans | Paris           | Finaliste de la saison 1                                                       | - Nekmao (jour 1 – 10) - Tribu réunifiée (jour 10 – 21) | 7e membre  | Éliminée  |
| ♂        | Patrick   | Ouvrier teinturier            | 42 ans | Loire           | Finaliste de la saison 9                                                       | - Nekmao (jour 1 – 10) - Tribu réunifiée (jour 10 – 22) | 8e membre  | Éliminé   |
| ♀        | Coumba    | Hôtesse de l'air              | 29 ans | Hauts-de-Seine  | Éliminée le 31e jour de la saison 5 Éliminée à l'orientation du Choc des héros | - Nekmao (jour 1 – 10) - Tribu réunifiée (jour 10 – 22) | 9e membre  | Éliminée  |
| ♀        | Maud      | Organisatrice d'évènements    | 35 ans | Hauts-de-Seine  | Éliminée le 36e jour de la saison 2                                            | - Klahan (jour 1 – 10) - Tribu réunifiée (jour 10 – 23) | 10e membre | Éliminée  |
| ♂        | Claude    | Chauffeur de maître           | 32 ans | Paris           | Finaliste de la saison 10                                                      | - Nekmao (jour 1 – 10) - Tribu réunifiée (jour 10 – 23) |            | Finaliste |
| ♂        | Bertrand  | Pilote d'hélicoptère          | 36 ans | Moselle         | Éliminé aux poteaux de la saison 8                                             | - Klahan (jour 1 – 10) - Tribu réunifiée (jour 10 – 23) | Gagnant    |           |

Légende
- « Klahan », signifie que l'aventurier fait partie de la tribu jaune.
- « Nekmao », signifie que l'aventurier fait partie de la tribu rouge.
- « Tribu réunifiée », signifie que l'aventurier fait partie de la tribu réunifiée.

## Déroulement
- Si vous ne connaissez pas le sujet, laissez ce bandeau (vous pouvez alors contacter les auteurs).
- Si vous supprimez le contenu mis en cause (vous pouvez préalablement contacter les auteurs),

argumentez précisément cette suppression dans la page de discussion
(un manque de référence n'est pas un argument ; une recherche réelle de référence doit avoir été effectuée, être formellement documentée).

### Bilan par épisode
| Épisode             | Diffusion     | Épreuves                 | Épreuves            | Conseil       | Conseil       | Conseil       |
| Épisode             | Diffusion     | Épreuve initiale         | Épreuve initiale    | Éliminé       | Vote          | Départ        |
| ------------------- | ------------- | ------------------------ | ------------------- | ------------- | ------------- | ------------- |
| 1er épisode         | 6 avril 2012  | Freddy                   | Freddy              | Éliminé       | Vote          | Départ        |
|                     |               | Confort                  | Immunité            | Éliminé       | Vote          | Départ        |
| 1er épisode         | 6 avril 2012  | /                        | Klahan              | Marine        | 4-3           | Jour 3        |
| 2e épisode          | 13 avril 2012 | Nekmao                   | Klahan              | Nicolas       | 4-3           | Jour 6        |
| 3e épisode          | 20 avril 2012 | Nekmao                   | Nekmao              | Isabelle      | 5-2-1         | Jour 8        |
| 4e épisode          | 27 avril 2012 | Nekmao                   | Freddy              | Francis       | 6-5-1-1       | Jour 11       |
| 5e épisode          | 4 mai 2012    | Coumba/Bertrand          | Bertrand            | Freddy        | 6-4-1         | Jour 14       |
| 6e épisode          | 11 mai 2012   | Claude                   | Teheiura            | Wafa          | 6-4           | Jour 16       |
| 7e épisode          | 18 mai 2012   | Teheiura                 | Claude              | Teheiura      | 5-3-1         | Jour 19       |
| 8e épisode          | 26 mai 2012   | Claude                   | Bertrand            | Guénaëlle     | 4-2-1         | Jour 21       |
|                     |               | Épreuve d'orientation    | Épreuve des poteaux | Conseil final | Conseil final | Conseil final |
| 9e épisode (Finale) | 1er juin 2012 | Maud, Claude et Bertrand | Claude              | Bertrand      | 9-1           | Gagnant       |

Note :
|                    | Type d'épreuve | Gagnant  | Perdant  | Épisode | Détails  |
| ------------------ | -------------- | -------- | -------- | ------- | -------- |
| Épreuves spéciales | Initiale       | Freddy   | Aucun    | 1er     | [ n° 3 ] |
| Épreuves spéciales | Éliminatoire   | Aucun    | Fabienne | 1er     | [ n° 4 ] |
| Épreuves spéciales | Duel           | Teheiura | Patricia | 4e      | [ n° 5 ] |

#### Colliers d'immunité
|                     | Localisation    | Propriétaire           | Utilisation | Utilisation | Utilisation | Votes annulés |
| Statut              | Localisation    | Propriétaire           | Jour        | Épisode     |             | Votes annulés |
| Colliers d'immunité |                 |                        |             |             |             |               |
| ------------------- | --------------- | ---------------------- | ----------- | ----------- | ----------- | ------------- |
| Colliers d'immunité | Camp des Nekmao | Patrick (jour 7 - 21)  | Utilisé     | 21e         | 8e          | 0/7           |
| Colliers d'immunité | Camp des Klahan | Patrick (jour 15 - 21) | Utilisé     | 21e         | 8e          | 0/7           |

### Détail des éliminations
|             | Tribus initiales | Tribus initiales | Tribus initiales | Tribus initiales | Tribus initiales | Tribu réunifiée | Tribu réunifiée | Tribu réunifiée | Tribu réunifiée | Tribu réunifiée | Tribu réunifiée | Tribu réunifiée | Tribu réunifiée | Tribu réunifiée | Tribu réunifiée | Tribu réunifiée |
| ----------- | ---------------- | ---------------- | ---------------- | ---------------- | ---------------- | --------------- | --------------- | --------------- | --------------- | --------------- | --------------- | --------------- | --------------- | --------------- | --------------- | --------------- |
| ► Épisode   | 1                | 1                | 2                | 3                | 4                | 4               | 5               | 6               | 7               | 8               | 8               | 9               | 9               | 9               | Finaliste       | Vainqueur       |
| ► Éliminé   | Fabienne         | Marine           | Nicolas          | Isabelle         | Patricia         | Francis         | Freddy          | Wafa            | Teheiura        | Moussa          | Guénaëlle       | Patrick         | Coumba          | Maud            | Claude          | Bertrand        |
| ► Votes     | 0                | 4/7              | 4/7              | 5/8              | 0                | 6/13            | 6/11            | 6/10            | 5/9             | 0               | 4/7             | 0               | 0               | 1               | 1/10            | 9/10            |
| ▼ Candidats | Votes            | Votes            | Votes            | Votes            | Votes            | Votes           | Votes           | Votes           | Votes           | Votes           | Votes           | Votes           | Votes           | Votes           | Votes           | Votes           |
| Bertrand    |                  |                  |                  | Isabelle         |                  | Patrick         | Maud            | Maud            | Teheiura        |                 | Guénaëlle       |                 |                 |                 | Jury final      | Jury final      |
| Claude      |                  | Marine           | Nicolas          |                  |                  | Francis         | Freddy          | Wafa            | Maud            |                 | Guénaëlle       |                 |                 | Maud            | Jury final      | Jury final      |
| Maud        |                  |                  |                  | Patricia         |                  | Francis         | Freddy          | Wafa            | Moussa          |                 | Claude          |                 |                 |                 |                 | Bertrand        |
| Coumba      |                  | Marine           | Nicolas          |                  |                  | Francis         | Freddy          | Wafa            | Teheiura        |                 | Guénaëlle       |                 |                 |                 | Claude          |                 |
| Patrick     |                  | Marine           | Nicolas          |                  |                  | Francis         | Freddy          | Wafa            | Teheiura        |                 | Guénaëlle       |                 |                 |                 |                 | Bertrand        |
| Guénaëlle   |                  | Patrick          | Claude           |                  |                  | Francis         | Freddy          | Wafa            | Moussa          |                 | Claude          |                 |                 |                 |                 | Bertrand        |
| Moussa      |                  |                  |                  | Isabelle         |                  | Patrick         | Maud            | Maud            | Teheiura        |                 |                 |                 |                 |                 |                 | Bertrand        |
| Teheiura    |                  | Marine           | Nicolas          |                  |                  | Francis         | Freddy          | Wafa            | Moussa          |                 | Moussa          |                 |                 |                 |                 | Bertrand        |
| Wafa        |                  |                  |                  | Isabelle         |                  | Patrick         | Maud            | Maud            | Teheiura        |                 |                 |                 |                 |                 |                 | Bertrand        |
| Freddy      |                  |                  |                  | Isabelle         |                  | Patrick         | Maud            | Maud            |                 |                 |                 |                 |                 |                 |                 | Bertrand        |
| Francis     |                  |                  |                  | Isabelle         |                  | Patrick         | Claude          |                 |                 |                 |                 |                 |                 |                 |                 | Bertrand        |
| Patricia    |                  |                  |                  | Francis          |                  |                 |                 |                 |                 |                 |                 |                 |                 |                 |                 | Bertrand        |
| Isabelle    |                  |                  |                  | Francis          |                  | Freddy          |                 |                 |                 |                 |                 |                 |                 |                 |                 |                 |
| Nicolas     |                  | Patrick          | Claude           |                  |                  | Claude          |                 |                 |                 |                 |                 |                 |                 |                 |                 |                 |
| Marine      |                  | Patrick          | Claude           |                  |                  |                 |                 |                 |                 |                 |                 |                 |                 |                 |                 |                 |
| Fabienne    |                  |                  |                  |                  |                  |                 |                 |                 |                 |                 |                 |                 |                 |                 |                 |                 |

Notes :
- Un vote en fond noir symbolise un vote noir, qui est subséquent à l'élimination d'un candidat lors d'un conseil. Il compte pour le conseil suivant de la tribu.

## Controverse
Lors de cette saison, certains candidats éliminés ont dénoncé une entente établie entre Bertrand, Claude, Patrick et Coumba.
Lors d'une interview donnée en décembre 2013, Coumba avoue le pacte financier passé entre ces candidats : « Je l’assume entièrement ». Ce pacte a été scellé « pendant le jeu et non pas avant », poursuit-elle. Avant de détailler : « Moi et trois autres personnes, on s’entendait bien. On s’est dit : nous quatre on va se porter jusqu’au bout. Et puis on se partagera les 100 000 €. » Elle ajoute que le pacte n'a pas été respecté[source insuffisante].

## Audiences
La moyenne de cette saison est de 6,986 millions de téléspectateurs pour 28,3 % de PDM.

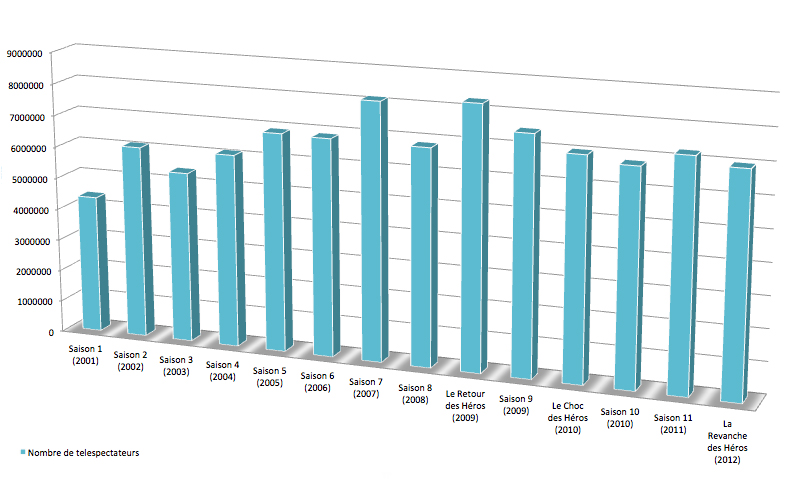
Importance des audiences de la saison par rapport aux audiences des autres saisons 2001 à 2012.

| Émission   | Jour et horaire de diffusion         | Nombre de téléspectateurs | Part de marché sur les 4 ans et plus | Référence |
| ---------- | ------------------------------------ | ------------------------- | ------------------------------------ | --------- |
| 1          | Vendredi 6 avril 2012 (21:00-23:05)  | 7 868 000                 | 33,9 %                               | [ 3 ]     |
| 2          | Vendredi 13 avril 2012 (21:00-22:40) | 7 674 000                 | 29,7 %                               | [ 4 ]     |
| 3          | Vendredi 20 avril 2012 (21:00-22:35) | 7 687 000                 | 30,2 %                               | [ 5 ]     |
| 4          | Vendredi 27 avril 2012 (21:00-23:05) | 7 535 000                 | 29,9 %                               | [ 6 ]     |
| 5          | Vendredi 4 mai 2012 (21:00-22:45)    | 7 268 000                 | 27,1 %                               | [ 7 ]     |
| 6          | Vendredi 11 mai 2012 (21:00-22:30)   | 7 318 000                 | 28,5 %                               | [ 8 ]     |
| 7          | Vendredi 18 mai 2012 (21:00-22:45)   | 7 265 000                 | 29,8 %                               | [ 9 ]     |
| 8          | Samedi 26 mai 2012 (21:00-22:50)     | 6 156 000                 | 24,7 %                               | [ 10 ]    |
| 9 (Finale) | Vendredi 1er juin 2012 (21:00-23:05) | 7 105 000                 | 31,2 %                               | [ 11 ]    |

Légende :
- plus hauts scores d'audiences
- plus bas scores d'audiences